# ジョン・ヴァーリイ (画家)
ジョン・ヴァーリイ（John Varley、1778年8月17日 - 1842年11月17日）はイギリスの画家である。水彩画を専門とし、風景画を描いた。占星術の著書もある。

## 略歴
ロンドンのハックニーで生まれた。父親も画家であったが息子が画家になるのを喜ばず、銀細工師の見習いとなるが、父親が亡くなった後、母親が画家になるのを許した。弟のコーネリアス（Cornelius Varley:1781–1873)も水彩画家となり、ジョンとともに、後に王立水彩画協会となる水彩画家の協会の設立者の一人となった。妹のエリザベス(Elizabeth Varley:1798-1864)や別の弟のウィリアム（William Fleetwood Varley:1785-1856)も画家になった。
はじめ肖像画家のもとで学ぶが、16歳の時、建築分野の画家のもとで学び、地域の建物のスケッチをして修業した。
1798年はじめに、ロイヤル・アカデミー・オブ・アーツの展覧会に古城の風景を描いた作品を出展した。1804年に水彩画協会に参加し、水彩画協会の展覧会に毎回、参加した。創作をしながら、後進の画家の教育も行い、教えた画家には、ジョン・リネル、ウィリアム・ヘンリー・ハント、ウィリアム・マルレディ、コプリー・フィールディングらがいる。
多くの絵画の教科書なども執筆し、占星術に関する著書も出版した。占星学の著書「Visionary Heads」は有名な芸術家ウィリアム・ブレイクが挿絵を描いた。その他の著書に、"Zodiacal Physiology" (1828)、"Observations on Color and Sketching from Nature" (1830)、"A Practical Treatise on Perspective, and Principles of Landscape Design for Young Artists"などがある。

## 作品

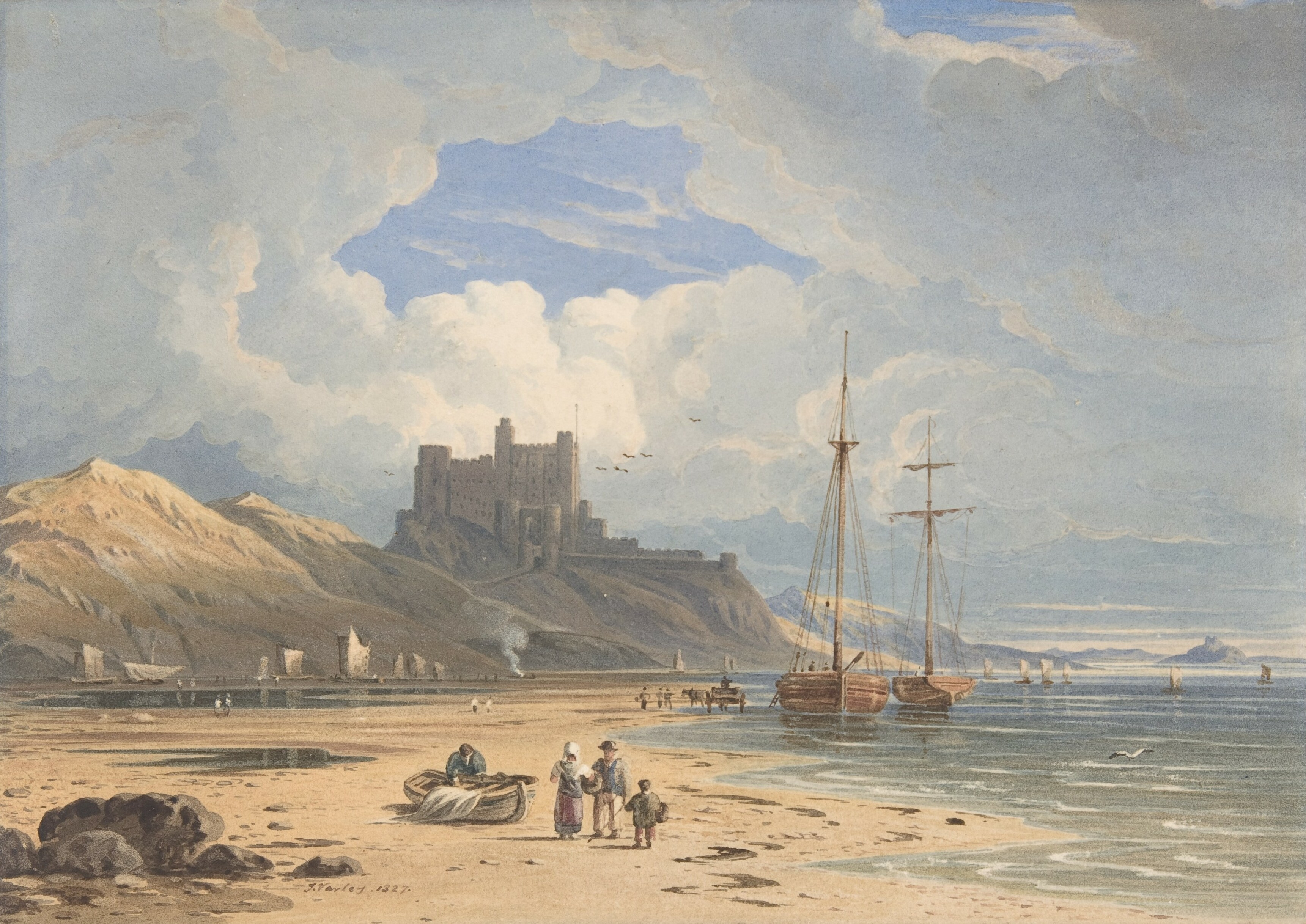
Bamborough Castle from the Northeast,
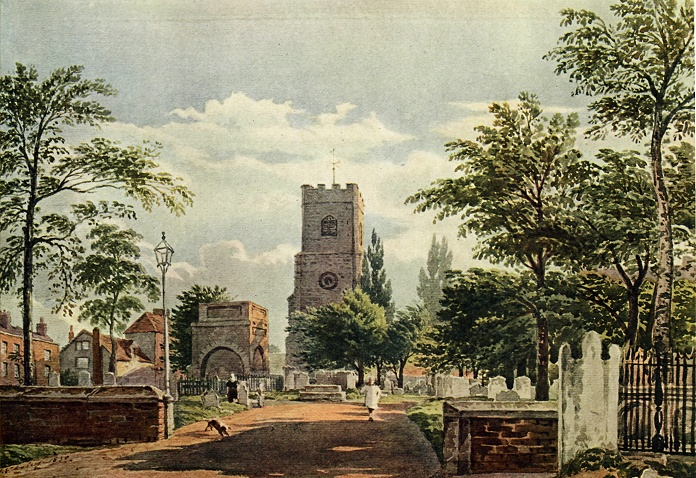
Hackney Church
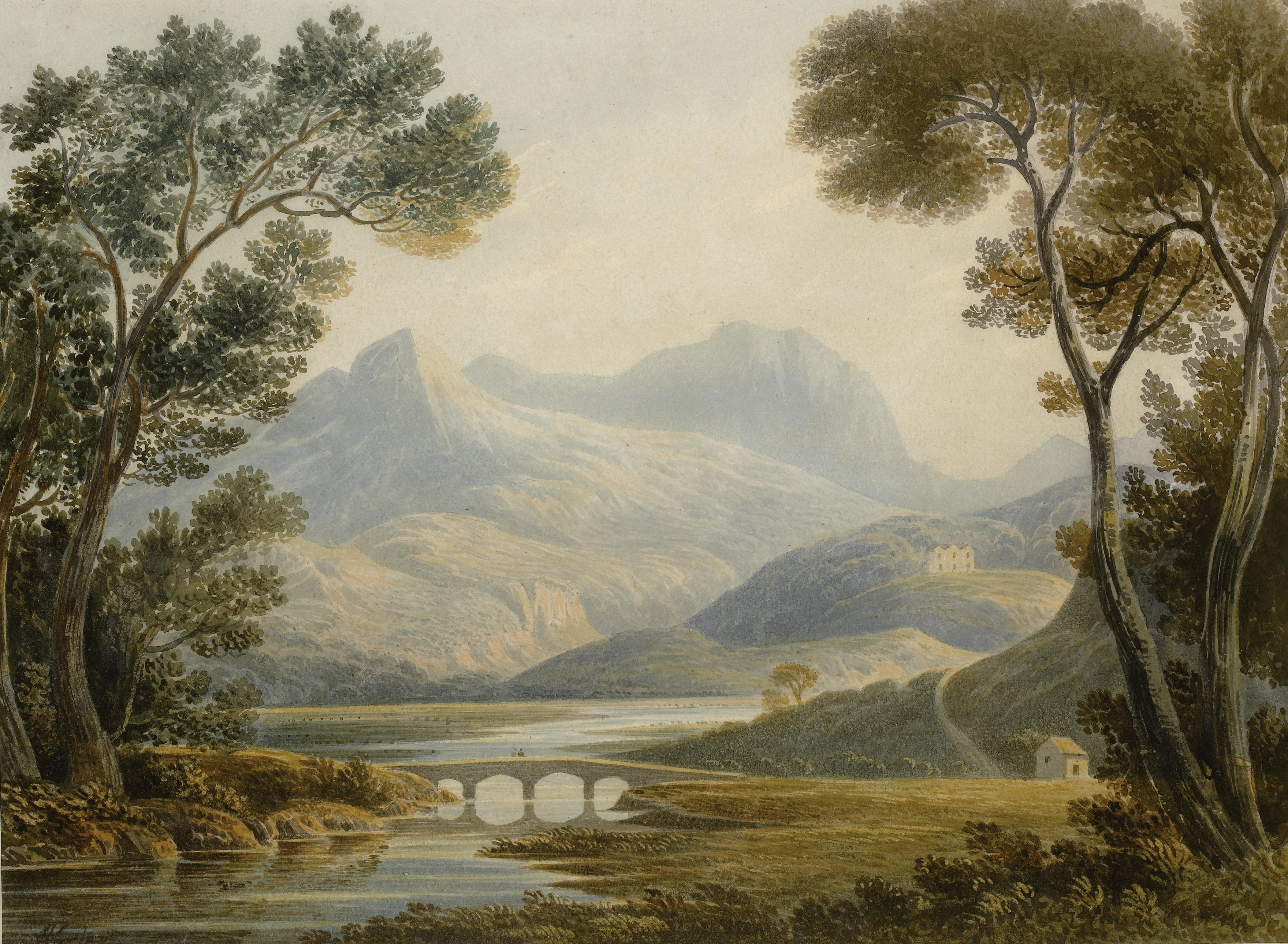
Snowdon, North Wales